# Xã Vienna, Quận Grundy, Illinois
Xã Vienna (tiếng Anh: Vienna Township) là một xã thuộc quận Grundy, tiểu bang Illinois, Hoa Kỳ. Năm 2010, dân số của xã này là 687 người.